# Oldesloer Gruppe
Die Oldesloer Gruppe (auch Oldesloer Stufe genannt) ist eine vorgeschichtliche norddeutsche Kultur der Mittelsteinzeit aus der Zeit von etwa 6.000 – 5.000 v. Chr. Der Begriff geht zurück auf den Hamburger Prähistoriker Gustav Schwantes und wurde im Jahr 1925 nach Funden aus der Umgebung von Bad Oldesloe in Schleswig-Holstein benannt. Wolfgang Sonder beschrieb das andersgeartete Inventar an Steingeräten, das eine Abgrenzung zu anderen Kulturen rechtfertigte.

## Verbreitung
Die Oldesloer Gruppe findet sich in Schleswig-Holstein, Mecklenburg und Teilen Brandenburgs in der letzten Phase des Boreals und im Atlantikum. In dieser Zeit gab es, wegen des niedrigen Wasserspiegels, zwischen England und Schleswig-Holstein eine Festlandsbrücke. Etwa um 5.500 v. Chr. drang dann das Meer in dieses Gebiet ein, wodurch das Doggerland überflutet wurde, weshalb heute viele Fundplätze unterhalb des Meeresspiegels liegen und so der Forschung nicht zugänglich sind, beziehungsweise vernichtet wurden.

## Funde
Skelettreste und Gräber sind bislang nicht gefunden worden, die bekannten Wohnplatzreste bestehen zum größten Teil aus Steinartefakten. Die Formen unterscheiden sich von der vorhergehenden Duvensee-Gruppe durch das Vorkommen langer, schmaler dreieckiger und trapezförmiger Pfeilspitzen. Typische Funde sind Scheibenbeile und Kielschaber neben zahlreichen Mikrolithen als Harpunen und Speerspitzen. Auch organische Artefakte fanden sich: etwa Geweihäxte, ein Knochendolch, ein Paddelblatt, Pfeile, Speere und eine Lanze. Daneben kommen auch Tüllengeweihäxte, Hirschgeweih-Hacken, Rehgehörn-Harpunen und Fischreusen aus Zweigen vor.

## Umwelt und Wirtschaftsweise
Die Klimaverbesserung führte zu dichteren Wäldern und erhöhtem Vorkommen von Wild und Fisch. Neben der Jagd war der Fischfang offenbar die Hauptnahrungsgrundlage.